# Psaume 19 (18)

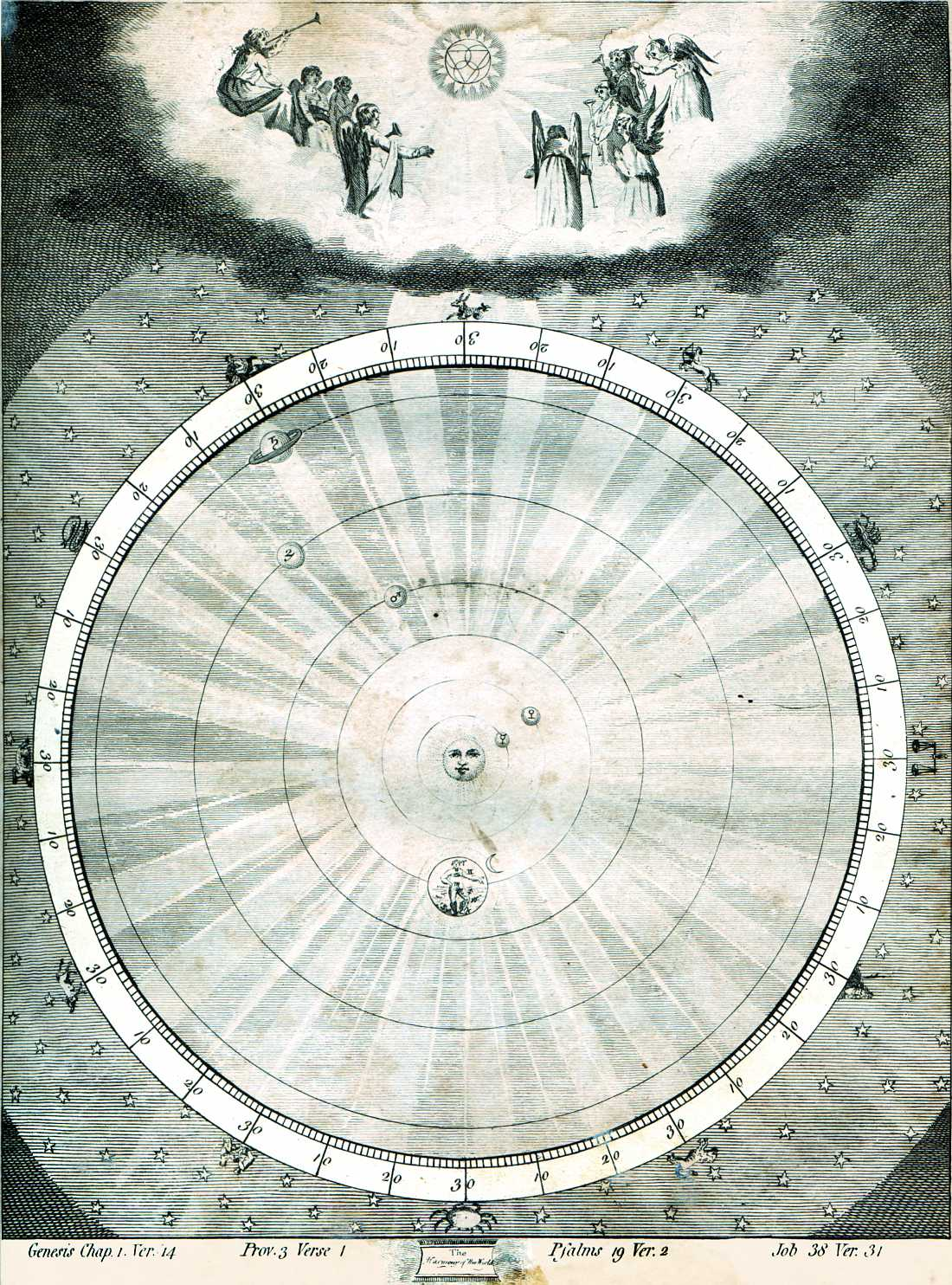
Illustration du verset 2 du psaume 19 datant de 1806. Louange à Dieu assimilé à un soleil, au-dessus du système solaire.

Le psaume 19 (18 selon la numérotation grecque) est attribué à David. Chez les chrétiens, le psaume est souvent scindé en deux parties qui possèdent chacune une unité de sens : la première des versets 2 à 7, et la seconde des versets 8 à 15.

## Texte
| verset | original hébreu                                          | traduction française de Louis Segond | Vulgate latine |
| ------ | -------------------------------------------------------- | --- | --- |
| 1      | לַמְנַצֵּחַ, מִזְמוֹר לְדָוִד                                        | [Au chef des chantres. Psaume de David.]                                                                                                 | [In finem psalmus David] |
| 2      | הַשָּׁמַיִם, מְסַפְּרִים כְּבוֹד-אֵל; וּמַעֲשֵׂה יָדָיו, מַגִּיד הָרָקִיעַ            | Les cieux racontent la gloire de Dieu, et l’étendue manifeste l’œuvre de ses mains.                                                      | Caeli enarrant gloriam Dei et opera manuum eius adnuntiat firmamentum                                                          |
| 3      | יוֹם לְיוֹם, יַבִּיעַ אֹמֶר; וְלַיְלָה לְּלַיְלָה, יְחַוֶּה-דָּעַת                | Le jour en instruit un autre jour, la nuit en donne connaissance à une autre nuit.                                                       | Dies diei eructat verbum et nox nocti indicat scientiam                                                                        |
| 4      | אֵין-אֹמֶר, וְאֵין דְּבָרִים: בְּלִי, נִשְׁמָע קוֹלָם                      | Ce n’est pas un langage, ce ne sont pas des paroles dont le son ne soit point entendu :                                                  | Non sunt loquellae neque sermones quorum non audiantur voces eorum                                                             |
| 5      | בְּכָל-הָאָרֶץ, יָצָא קַוָּם, וּבִקְצֵה תֵבֵל, מִלֵּיהֶם;לַשֶּׁמֶשׁ, שָׂם-אֹהֶל בָּהֶם     | Leur retentissement parcourt toute la terre, leurs accents vont aux extrémités du monde, où il a dressé une tente pour le soleil.        | In omnem terram exivit sonus eorum et in fines orbis terrae verba eorum                                                        |
| 6      | וְהוּא--כְּחָתָן, יֹצֵא מֵחֻפָּתוֹ; יָשִׂישׂ כְּגִבּוֹר, לָרוּץ אֹרַח              | Et le soleil, semblable à un époux qui sort de sa chambre, s’élance dans la carrière avec la joie d’un héros ;                           | In sole posuit tabernaculum suum et ipse tamquam sponsus procedens de thalamo suo exultavit ut gigans ad currendam viam suam ; |
| 7      | מִקְצֵה הַשָּׁמַיִם, מוֹצָאוֹ--וּתְקוּפָתוֹ עַל-קְצוֹתָם; וְאֵין נִסְתָּר, מֵחַמָּתוֹ    | Il se lève à une extrémité des cieux, et achève sa course à l’autre extrémité : Rien ne se dérobe à sa chaleur.                          | A summo caeli egressio eius et occursus eius usque ad summum eius nec est qui se abscondat a calore eius                       |
| 8      | תּוֹרַת יְהוָה תְּמִימָה, מְשִׁיבַת נָפֶשׁ; עֵדוּת יְהוָה נֶאֱמָנָה, מַחְכִּימַת פֶּתִי  | La loi de l’Éternel est parfaite, elle restaure l’âme ; le témoignage de l’Éternel est véritable, il rend sage l’ignorant.               | Lex Domini inmaculata convertens animas testimonium Domini fidele sapientiam praestans parvulis                                |
| 9      | פִּקּוּדֵי יְהוָה יְשָׁרִים, מְשַׂמְּחֵי-לֵב; מִצְוַת יְהוָה בָּרָה, מְאִירַת עֵינָיִם   | Les ordonnances de l’Éternel sont droites, elles réjouissent le cœur ; les commandements de l’Éternel sont purs, ils éclairent les yeux. | Iustitiae Domini rectae laetificantes corda praeceptum Domini lucidum inluminans oculos                                        |
| 10     | יִרְאַת יְהוָה, טְהוֹרָה--עוֹמֶדֶת לָעַד: מִשְׁפְּטֵי-יְהוָה אֱמֶת; צָדְקוּ יַחְדָּו   | La crainte de l’Éternel est pure, elle subsiste à toujours ; les jugements de l’Éternel sont vrais, ils sont tous justes.                | Timor Domini sanctus permanens in saeculum saeculi iudicia Domini vera iustificata in semet ipsa                               |
| 11     | הַנֶּחֱמָדִים--מִזָּהָב, וּמִפַּז רָב; וּמְתוּקִים מִדְּבַשׁ, וְנֹפֶת צוּפִים         | Ils sont plus précieux que l’or, que beaucoup d’or fin ; ils sont plus doux que le miel, que celui qui coule des rayons.                 | Desiderabilia super aurum et lapidem pretiosum multum et dulciora super mel et favum                                           |
| 12     | גַּם-עַבְדְּךָ, נִזְהָר בָּהֶם; בְּשָׁמְרָם, עֵקֶב רָב                         | Ton serviteur aussi en reçoit instruction ; pour qui les observe la récompense est grande.                                               | Etenim servus tuus custodit ea in custodiendis illis retributio multa                                                          |
| 13     | שְׁגִיאוֹת מִי-יָבִין; מִנִּסְתָּרוֹת נַקֵּנִי                             | Qui connaît ses égarements ? Pardonne-moi ceux que j’ignore.                                                                             | Delicta quis intellegit ab occultis meis munda me                                                                              |
| 14     | גַּם מִזֵּדִים, חֲשֹׂךְ עַבְדֶּךָ-- אַל-יִמְשְׁלוּ-בִי אָז אֵיתָם;וְנִקֵּיתִי, מִפֶּשַׁע רָב | Préserve aussi ton serviteur des orgueilleux ; qu’ils ne dominent point sur moi ! Alors je serai intègre, innocent de grands péchés.     | Et ab alienis parce servo tuo si mei non fuerint dominati tunc inmaculatus ero et emundabor a delicto maximo                   |
| 15     | יִהְיוּ לְרָצוֹן אִמְרֵי-פִי, וְהֶגְיוֹן לִבִּי לְפָנֶיךָ:יְהוָה, צוּרִי וְגֹאֲלִי    | Reçois favorablement les paroles de ma bouche et les sentiments de mon cœur, ô Éternel, mon rocher et mon libérateur !                   | Et erunt ut conplaceant eloquia oris mei et meditatio cordis mei in conspectu tuo semper Domine adiutor meus et redemptor meus |

## Usages liturgiques

### Dans le judaïsme
Le psaume 19 est récité entièrement au zemirot du shabbat et de Yom Tov, ainsi que pour les mariages dans certaines traditions, ou encore le premier jour de Shavouot. Le verset 14 du psaume se retrouve dans la Amidah de Rosh Hashanah, et en clôture de la Amidah.

### Dans le christianisme

#### Chez les catholiques
D'après la règle de saint Benoît fixée vers 530, ce psaume était réservé à l'office de prime du samedi, et récité ou chanté entre les psaume 18 (17) et psaume 20 (19). 
Dans la liturgie des Heures actuelle, la partie A psaume 19 est récitée ou chantée aux laudes du lundi de la deuxième semaine tandis que la partie B est récitée à l’office du milieu du jour du lundi de la première semaine.

## Mise en musique
Le psaume 19 a été mis en musique à plusieurs reprises. Le texte allemand a été repris par Heinrich Schütz en 1628 avec Die Himmel, Herr, preisen Dein göttliche Macht und Ehr (SWV 115) et par Jean-Sébastien Bach en 1723 dans la cantate Die Himmel erzählen die Ehre Gottes (BWV 76). Joseph Haydn le fait chanter par le chœur à la fin de son oratorio Die Schöpfung (La Création), en 1798. Ludwig van Beethoven le met en musique pour chœur et piano en 1803, sous le titre Die Himmel rühmen des ewigen Ehre. Jean-Joseph Cassanéa de Mondonville compose également, en 1749, le grand motet de type versaillais Cæli enarrant gloriam Dei reprenant ainsi le texte du psaume. Camille Saint-Saëns compose en 1865 un Cæli enarrant (Psaume XVIII) op. 42.